# Saint-Seine
Saint-Seine ist eine französische Gemeinde mit 186 Einwohnern (Stand: 1. Januar 2022) im Département Nièvre in der Region Bourgogne-Franche-Comté. Sie gehört zum Arrondissement Château-Chinon (Ville) und zum Kanton Luzy.

## Geographie
Saint-Seine liegt etwa 58 Kilometer ostsüdöstlich von Nevers im Morvan. Das Gemeindegebiet wird vom Fluss Cressonne durchquert. Umgeben wird Saint-Seine von den Nachbargemeinden La Nocle-Maulaix im Nordwesten und Norden, Ternant im Norden und Osten, Cressy-sur-Somme im Südosten, Maltat im Süden sowie Cronat im Westen.

## Bevölkerungsentwicklung
| Jahr                       | 1962 | 1968 | 1975 | 1982 | 1990 | 1999 | 2006 | 2013 | 2020 |
| Einwohner                  | 381  | 366  | 335  | 280  | 226  | 205  | 216  | 225  | 191  |
| Quellen: Cassini und INSEE |      |      |      |      |      |      |      |      |      |